# Сон Іль Гук
Сон Іль Гук (кор. 송일국, нар. 1 жовтня 1971, Сеул, Республіка Корея) — південнокорейський актор.

## Біографія
Сон Іль Гук народився 1 жовтня 1971 року у столиці Республіки Корея місті Сеул. Він походить з відомої в Південній Кореї родини, його мати колишня акторка та член Національної асамблеї Кім Иль Дон, його дід Кім Ду Хан також був членом асамблеї а прадід Кім Чхва Чін був відомим анархістом часів боротьби за незалежність від Японії.
Свою акторську кар'єру Іль Гук розпочав у 1998 році зі зйомок в рекламі, у наступному році він зіграв свою першу роль в телесеріалі. У наступні декілька років він виконував епізодическі та другорядні ролі в телесеріалах. Підвищенню популярності актора сприяла одна з головних ролей в історичному серіалі «Володар морів». Наступна робота в популярному історичному серіалі «Джумонг», в якому він вдало виконав головну роль стала проривною в його акторській кар'єрі. Рейтинг серіалу в Кореї перевищив 50 %, також серіал транслювався майже у всіх азійських країнах що зробило Іль Гука впізнаваним далеко за межами батьківщини. У всіх наступних серіалах Іль Гук виконував лише головні ролі. У 2007 році він зіграв в гостросюжетному серіалі «Лобіст», зйомки якого проходили не тільки в Кореї а і в Сполучених Штатах та Киргизстані. У наступному році отримав головну роль в історичному серіалі «Королівство вітрів». У 2016 році зіграв роль відомого корейського вченого середньовічча Чан Йон Сіля в однойменному серіалі.
Крім зйомок в фільмах та серіалах, Іль Гук разом зі своїми трійнятами з 2014 по 2016 рік брав участь в шоу «Повернення супермена», в якому розповідається як популярні зірки виховують своїх дітей.

### Особисте життя
У березні 2008 року Іль Гук одружився з Чон Син Гьон яка працює суддею, весілля в традиційному корейському стилі відбулося в одному з найпрестижніших готелів Сеула. Подружжя виховує трійнят народжених у березні 2012 року.

## Фільмографія

### Телевізійні серіали
| Рік  | Назва                        | Роль                                    | Мережа |
| ---- | ---------------------------- | --------------------------------------- | ------ |
| 1999 | «Чи ми дійсно кохали?»       |                                         | MBC    |
| 1999 | «До побачення, моя любов»    | камео (серії 1 та 10)                   | MBC    |
| 1999 | «У сонячному світлі»         |                                         | MBC    |
| 2000 | «Все про Єву»                | репортер (11 серія)                     | MBC    |
| 2002 | «Тяжке кохання»              | На Йон Дже                              | KBS2   |
| 2002 | «Чан Хє Бін»                 | Кім Чхон Тек                            | KBS2   |
| 2002 | «Альбом життя»               | Шин Хьон Сік                            | KBS1   |
| 2003 | «Охоронець»                  | Хан Сон Су                              | KBS2   |
| 2003 | «Пустельна весна»            | Кі Хьон                                 | MBC    |
| 2004 | «Люди з села водяних квітів» | Кан Сон У                               | MBC    |
| 2004 | «Умови прихильності»         | На Чан Су                               | KBS1   |
| 2004 | «Володар морів»              | Йом Мун / Йом Чан                       | KBS2   |
| 2006 | «Джумонг»                    | Джумонг, майбутній король Тонмьонсон    | MBC    |
| 2007 | «Лобіст»                     | Гаррі / Кім Чу Хо                       | SBS    |
| 2008 | «Королівство вітрів»         | принц Мухьоль, майбутній король Темусін | KBS2   |
| 2010 | «Всемогутній чоловік»        | Майкл Кінг / Чхве Кан Та                | MBC    |
| 2011 | «Детективи в біді»           | Пак Се Хьок                             | KBS2   |
| 2011 | «Родина Кімчі»               | Кі Хо Те                                | jTBC   |
| 2016 | «Чан Йон Сіль»               | Чан Йон Сіль                            | KBS1   |

### Фільми
| Рік  | Назва                   | Роль         |
| ---- | ----------------------- | ------------ |
| 2005 | «Мистецтво зваблювання» | Со Мін Джун  |
| 2005 | «Червоне око»           | Чхон Сік     |
| 2014 | «Заплутаний»            | Хьон Кі Чинг |
| 2015 | «Тату»                  | Хан Чі Сун   |

### Шоу
- «Повернення супермена»[en] — один з учасників (серії 34 — 116, та 156)

## Нагороди
| Рік  | Нагорода                     | Категорія                                               | Робота                 | Результат | Прим.  |
| ---- | ---------------------------- | ------------------------------------------------------- | ---------------------- | --------- | ------ |
| 2005 | 19-та Премія KBS драма       | Краща пара (разом з Су Е)                               | «Володар морів»        | Перемога  | [ 9 ]  |
| 2006 | Премія MBC драма             | Головний приз (Daesang)                                 | «Джумонг»              | Перемога  |        |
| 2006 | Премія MBC драма             | Нагорода за популярність                                | «Джумонг»              | Номінація |        |
| 2006 | Премія MBC драма             | Нагорода за високу майстерність (актор)                 | «Джумонг»              | Перемога  |        |
| 2006 | 43-тя Премія мистецтв Пексан | Кращий актор                                            | «Джумонг»              | Номінація |        |
| 2008 | 22-га Премія KBS драма       | Нагорода за високу майстерність                         | «Королівство вітрів»   | Перемога  |        |
| 2008 | 22-га Премія KBS драма       | Краща пара (разом з Чхве Чон Вон)                       | «Королівство вітрів»   | Перемога  |        |
| 2014 | 13-та Премія розваг KBS      | Подяка від продюсерів                                   | «Повернення супермена» | Перемога  |        |
| 2015 | 14-та Премія розваг KBS      | Нагорода за майстерність у вар'єте шоу                  | «Повернення супермена» | Перемога  | [ 10 ] |
| 2016 | 30-та Премія KBS драма       | Нагорода за майстерність (актор середньотривалої драми) | «Чан Йон Сіль»         | Перемога  |        |